# Coniarthonia
Coniarthonia is een geslacht van schimmels behorend tot de familie Arthoniaceae. De typesoort is Coniarthonia pyrrhula.

## Soorten
Volgens Index Fungorum bevat het geslacht 12 soorten (peildatum december 2023):
| Soortnaam                 | Auteur(s)                                           | Publicatiejaar |
| ------------------------- | --------------------------------------------------- | -------------- |
| Coniarthonia aurata       | E.L. Lima, M. Cáceres & Aptroot                     | 2013           |
| Coniarthonia eos          | (Grube, G. Thor & Frisch) Aptroot & Ertz            | 2015           |
| Coniarthonia erythrocarpa | (Vain.) Grube                                       | 2001           |
| Coniarthonia gregarina    | (Willey) Grube                                      | 2001           |
| Coniarthonia haematodea   | Grube                                               | 2001           |
| Coniarthonia kermesina    | (R.C. Harris, E.A. Tripp & Lendemer) Aptroot & Ertz | 2015           |
| Coniarthonia megaspora    | Aptroot, C. Mendonça & M. Cáceres                   | 2015           |
| Coniarthonia minima       | Kalb & Aptroot                                      | 2018           |
| Coniarthonia pulcherrima  | (Müll. Arg.) Grube                                  | 2001           |
| Coniarthonia pyrrhula     | (Nyl.) Grube                                        | 2001           |
| Coniarthonia rosea        | Aptroot & M. Cáceres                                | 2014           |
| Coniarthonia wilmsiana    | (Müll. Arg.) Grube                                  | 2001           |